# Rannsakningen

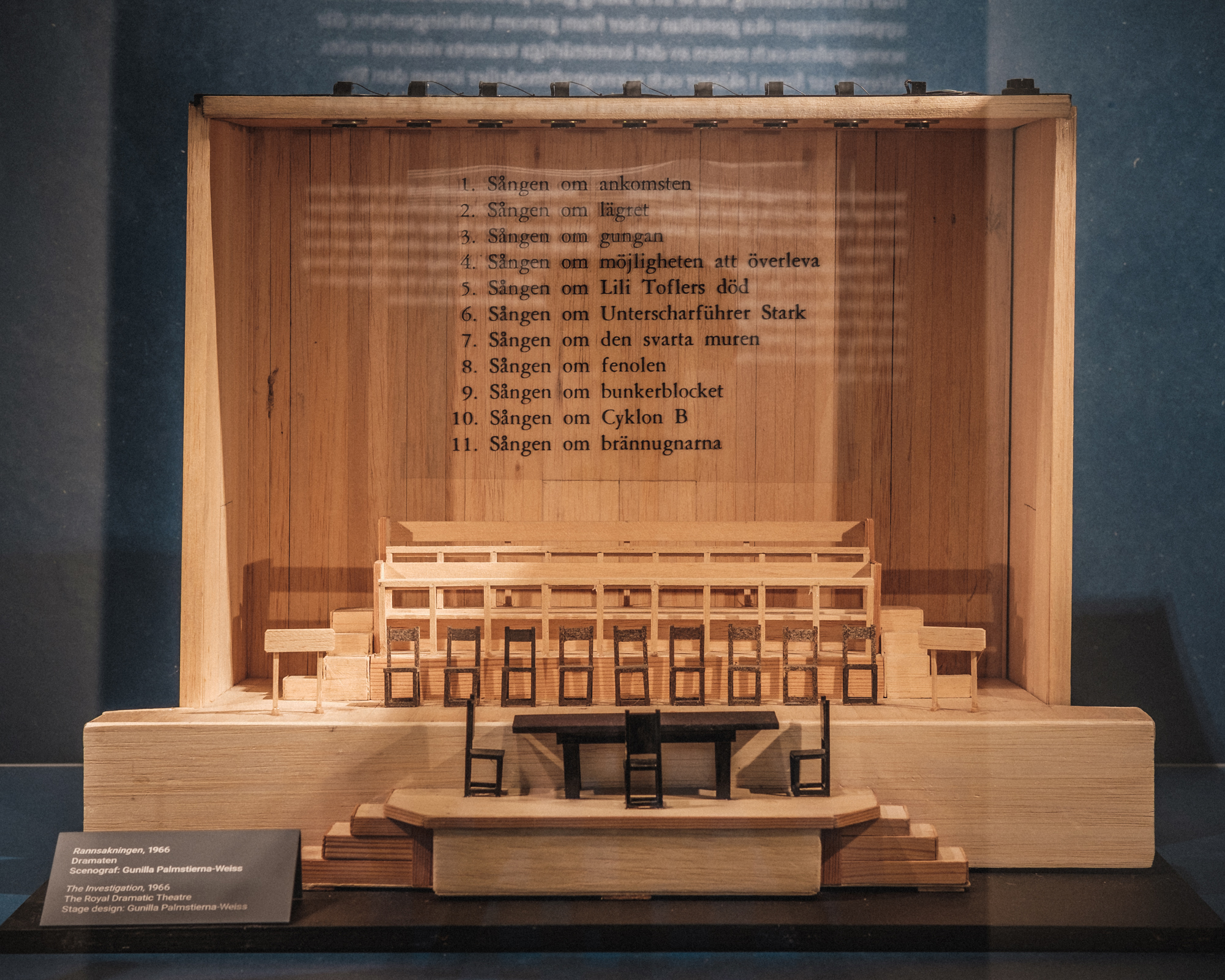
Scenografimodell Rannsakningen, gjord av Gunilla Palmstierna-Weiss för uppsättningen på Dramaten 1966. Modellen är utställd på Scenkonstmuseet och ingår i dess samlingar.

Rannsakningen (Die Ermittlung) är en teaterpjäs skriven av Peter Weiss som uruppfördes 1965. 

## Handling
Pjäsen bygger på dokumentärt material från Auschwitzrättegångarna i Frankfurt Am Main 1963–1965 och redogör vittnesmålen från överlevare, vittnen och de anklagade. Pjäsen har blivit uppmärksammad för sitt sakliga och ocensurerade vittnesmål över vad som hände i Auschwitz och kring vilket ansvar människor har för den ondska brotten bottnar i.

## Kända uppsättningar
Pjäsen uruppfördes 1965 på Freie Volksbühne i Västberlin och Volkskammer i Östberlin. Den hade samtidigt premiär på femton andra platser runt om i både Väst- och Östtyskland.

1966 sattes Rannsakningen upp på Dramaten i regi av Ingmar Bergman. Scenografin gjordes av Gunilla Palmstierna-Weiss.
"Jag tyckte personligen från början djupt illa om pjäsen någonstans, jag tyckte att det var våldspornografi. Under arbetet reviderade jag min uppfattning. Jag förstod, att det fanns en nästan omätlig vilja till sanning hos Peter Weiss, och en obönhörlig karaktärsstyrka, en moralisk hållning.   När vi visade uppsättningen för skolungdom före den offentliga premiären, då tyckte jag att det här men teater ändå var någonting. Det var unga människor som inte hade en aning om Auschwitz, som inte visste att det överhuvudtaget hade hänt. De dagar tyckte jag att det var någon idé med Dramaten, när man alltså spelade ett stycke som var ren upplysning. Men vi skulle ha stängt Dramaten för vår ordinarie publik och bara spelat den för ungdom. För sedan kom den ordinarie publiken dit, och alla nickade god mening. Några tyckte naturligtvis det var sensationellt och läskigt och fascinerande. Men så länge den spelades för skolungdom – med bra introduktioner – tyckte jag att det var någon mening med det." (Ingmar Bergman)
Riksteatern satte upp Rannsakningen på flera platser i Sverige år 2000 i regi av Etienne Glaser, där lokala amatörer engagerades att läsa upp vittnesmålen.
På det som skulle varit Peter Weiss 100-årsdag hade Rannsakningen premiär på Orionteatern i Stockholm, i regi av hans dotter Nadja Weiss.